# Lhasa apso
A Lhasa apso tibeti kutyafajta.

## Története
A tibeti hegyvidék őshonos fajtája, eredete ősi időkre nyúlik vissza, noha megbízható adat nem áll rendelkezésre sem arról, hogy a Lhasa Apso mikor jelent meg, sem arról, hogy milyen ősöktől származik. Mindazonáltal egyes vélekedések szerint i. e. 800-ban már létezett. A 14. dalai lámának, Tendzin Gyacónak is volt két lhászai apszó kutyája

## Testi adottságok
A Lhasa Apso kisméretű kutya 25 cm-es marmagassággal és 6 kg-os súllyal. Arányos, robusztus testfelépítésű. Járása fürge és könnyed. Feje arányos, egyenes tartású, orrtükre fekete, szeme sötét színű és közepesen nagy, füle lelógó, tincsekkel sűrűn borított. Dús szakálla és bajsza is tincsekből áll. Gyapjas aljszőre közepes mennyiségű, fedőszőre egyenes, durva tapintású.

## Jelleme és alkalmazkodóképessége
A lhasa apso vidám, magabiztos és kiegyensúlyozott eb. A gyerekek legnagyobb örömére nagyon szórakoztató és játékos természetű. A család többi tagjához elismerésre méltó módon ragaszkodó és hűséges. Intelligens és engedelmes természetének köszönhetően nevelése könnyű feladat. Az idegenekkel bizonytalan.